# Armend Alimi
Pour les articles homonymes, voir Alimi.
Armend Alimi (en macédonien : Арменд Алими), né le 11 décembre 1987 à Kumanovo, est un footballeur international macédonien qui évolue au poste de milieu relayeur au Rabotnički Skopje.

## Palmarès
- Coupe de Macédoine : 2018